# Alfa Romeo ES 30
Der Alfa Romeo ES 30 ist ein Sportwagen, den der italienische Automobilhersteller Alfa Romeo als Coupé (SZ) und als Roadster (RZ) in limitierter Stückzahl zwischen Frühjahr 1989 und Ende 1993 produzierte. Die Bezeichnung ES 30 leitet sich von dem Begriff Experimental Sportscar, 3,0 Litre ab. Das Fahrzeug ließ die traditionsreiche Verbindung von Alfa Romeo und der Carrozzeria Zagato wieder aufleben.

## Das Konzept
Nachdem Fiat im Jahr 1986 den bisherigen Staatskonzern Alfa Romeo übernommen hatte, wollte der neue Inhaber mit einem exklusiven zweisitzigen Fahrzeug die unveränderte technische Stärke und Exklusivität der Marke Alfa Romeo beweisen.
Die auffallende Form entstand aus einer Zusammenarbeit zwischen den Designzentren von Fiat, Alfa Romeo und Zagato. Das Design wurde anfänglich als Zagato-Entwurf beschrieben. Tatsächlich ging die Grundlinie allerdings auf den französischen Designer Robert Opron zurück, der in den 1970er-Jahren die Citroën-Modelle SM und CX entworfen hatte und nunmehr seinerzeit für das Fiat Centro Stile arbeitete; zahlreiche Einzelheiten wurden daneben von Antonio Castellana ausgearbeitet. Die Carrozzeria Zagato entwickelte nur einige Details an der Front- und an der Heckpartie. Erklärtes Ziel der Geschäftsleitung war es, eine ausgefallene, Aufsehen erregende Form zu entwickeln. Dementsprechend wurde das Design allgemein nicht als schön, wohl aber als eigenständig bezeichnet. Die stark ausgeprägte Keilform sowie die dreiäugigen Scheinwerfer gaben dem Wagen einen eigenständigen Auftritt. Bereits vor Beginn der Produktion erhielt der ES 30 werksintern die Bezeichnung Il mostro (das Monster).
Als Grundlage bediente man sich der Technik des Alfa Romeo 75 in der Wettbewerbsversion, die einige Jahre zuvor für die Gruppe A entwickelt worden war. Sein V-Motor hatte sechs Zylinder, 3,0 Liter Hubraum und 210 PS (154 kW). Das Getriebe saß an der Hinterachse und war mit dem Differential verblockt (Transaxle). Die Höchstgeschwindigkeit lag bei 245 km/h. Eine hydraulische Niveauregulierung (40 mm Verstellbereich) war ebenfalls lieferbar, allerdings nur zum Überfahren von Hindernissen wie Bordsteinen.
Die Karosserie bestand aus einem Stahlskelett, die Außenhaut aus glasfaserverstärktem „Modar“, einem Methacrylharz. Er ermöglichte außer hoher Steifigkeit erstmals eine bei Kunststoffaufbauten besonders glatte Oberfläche. Die Karosserieteile wurden bei Carplast hergestellt, einem Unternehmen, das von Giuseppe Bizzarrini geleitet wurde, einem Sohn des italienischen Ingenieurs Giotto Bizzarrini.
Die Fahrzeuge wurden in den Zagato-Werkshallen in Terrazzano di Rho in Handarbeit gefertigt; die Rohkarosserien fertigte der Turiner Zulieferer OPAC.

### SZ (1989–1992)

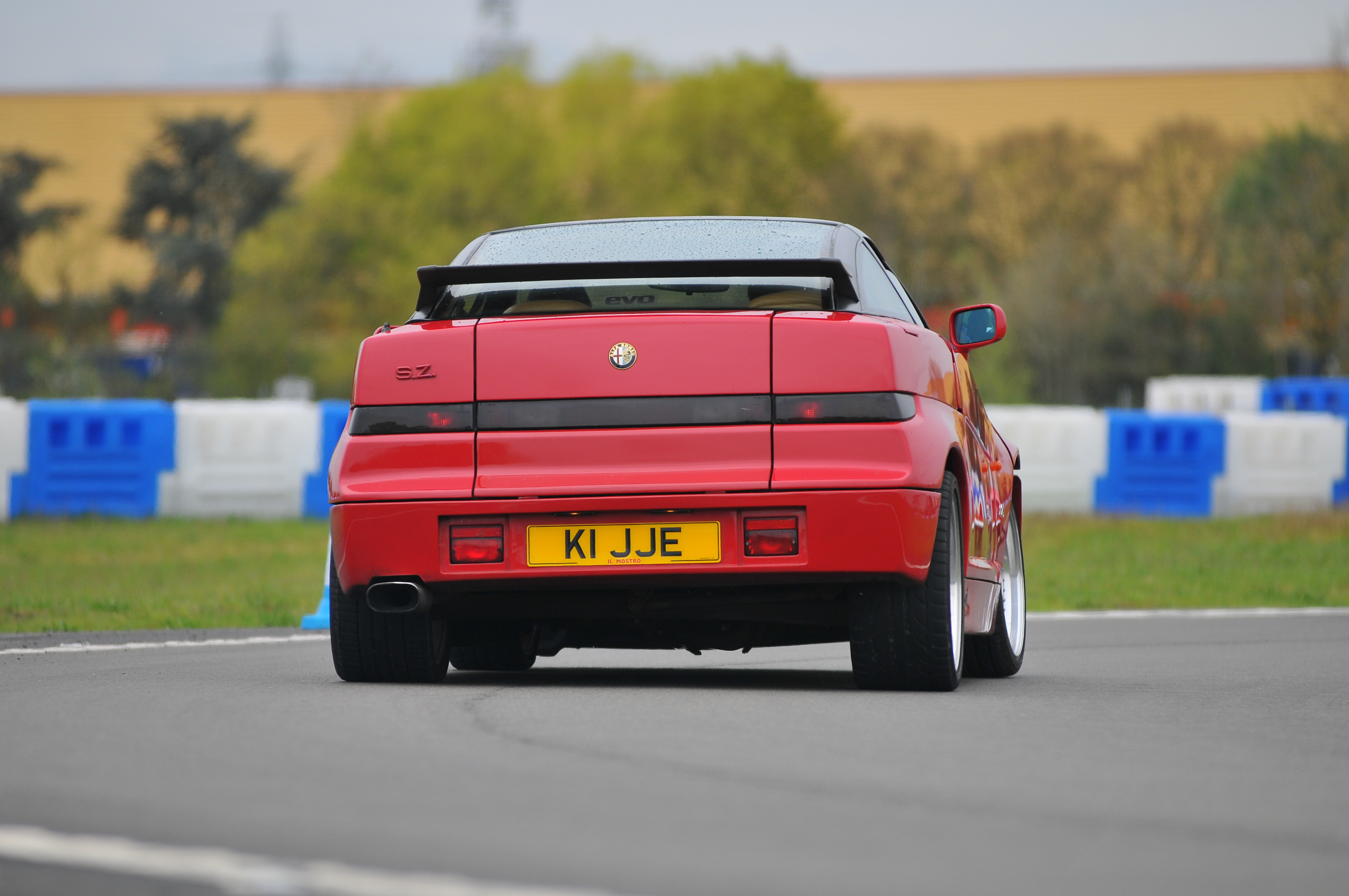
Heckansicht

Zunächst produzierten Alfa Romeo und Zagato ein Fließheck-Coupé mit der Bezeichnung Alfa Romeo SZ (Sprint Zagato).
Der Wagen wurde auf dem Genfer Auto-Salon im März 1989 vorgestellt. Das Fahrzeug war ausschließlich in der Farbe Alfa Rosso, einem markentypischen Rotton, lieferbar. Ein Einzelstück für Andrea Zagato wurde allerdings in Schwarz lackiert hergestellt. Innen wurde naturfarbenes Leder verwendet.
Das Armaturenbrett war aus mit sichtbaren Kohlenstofffasern verstärktem Kunststoff laminiert. Wegen des hohen Kaufpreises von 102.000 DM und einem Rückgang der Nachfrage nach exklusiven Prestigeobjekten wurden nur wenige Exemplare bis Mitte 1992 gebaut. Die genauen Angaben bezüglich der Produktion schwanken. Einige Quellen geben 1036 Exemplare an, andere 999 oder genau 1000.

### RZ (1992–1993)

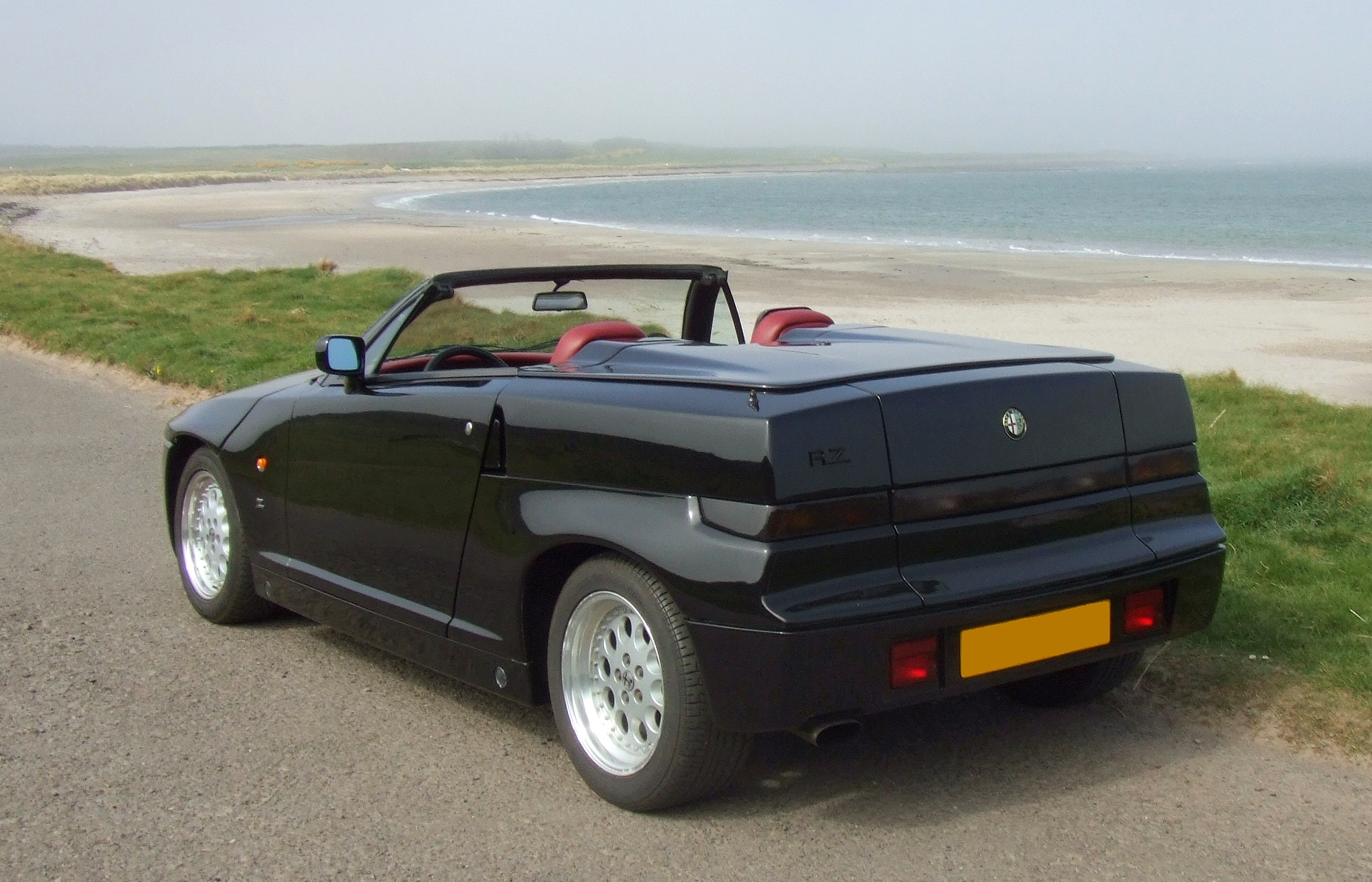
Alfa Romeo RZ (1992–1993)

Auf dem Pariser Autosalon erschien im Herbst 1992 die offene Version unter dem Namen Alfa Romeo RZ (Roadster Zagato). Das Fahrzeug basierte weitestgehend auf dem SZ, hatte allerdings erhebliche Versteifungen erhalten. Die Frontscheibe war deutlich flacher geneigt und länger. Die Antriebstechnik blieb unverändert.
Insgesamt stieg das Gewicht des RZ gegenüber dem geschlossenen SZ um 120 kg. Die Fahrzeuge waren in rot, gelb, schwarz und silbermetallic (nur drei Exemplare) lieferbar. Anstelle einer geplanten Stückzahl von 350 wurden bis Ende 1993 nur 241 Exemplare dieses 140.000 DM teuren Fahrzeugs verkauft. Weitere 37 Wagen wurden von Zagato in Eigenregie gebaut und selbst vertrieben.
Zagato setzte daraufhin die Produktion mit dem auf dem Lancia Delta basierenden Hyena fort.

## Heutiger Stand
Die Preise für diese Autos sind in den letzten Jahren stark gestiegen. 2022 werden für einen RZ in exzellentem Zustand mehr als 120.000 Euro gezahlt, ein SZ in gleichem Zustand ist etwa 20.000 Euro günstiger.